# آرتیمان
آرتیمان، روستایی از توابع بخش مرکزی شهرستان تویسرکان در استان همدان ایران است.

## نام
آرتیمان از دو بخش آرتی (آرت) به معنای «پاک و مقدس» + مانبه معنای " خانه و مسکن " که در اوستا و زبان‌های پارسی باستان و پهلوی همیشه به‌عنوان خانه و منزلگاه به کار رفته است.
'که چون او بدین جای مهمان رسد
بدین بینوا میهن و مان رسد' فردوسی
'چو آمد بر میهن و مان خویش
ببردش به صد لابه مهمان خویش ' اسدی توسی
همچنین مان پسوند بسیاری از جای نام‌ها مانند اورامان یا هورامان، فریمان و کرمان و… آمده است.
پس آرتیمان به معنای «خانه مقدس» می‌باشد. همان‌طور که در گذشته خانگاه پیران و صوفیان و عارفان بزرگی همچون میر رضی الدین آرتیمانی بوده است.

## جمعیت
این روستا در دهستان حیقوق نبی قرار دارد و بر اساس سرشماری مرکز آمار ایران در سال ۱۳۹۵، جمعیت آن ۱۰٬۰۳۳ نفر (۳۸۰خانوار) بوده است.

## جغرافیا
روستای آرتیمان از شمال و شمال غرب به سرکان و کوه اشتوار، از جنوب به تویسرکان و شهرک قائم، از غرب به روستای ریواسیجان و تپه آن و از شرق به سلسله کوه‌های بلند محدود می‌باشد. بلندترین نقطهٔ آرتیمان کوه خاکو می‌باشد که از ارتفاعات متصل به کوه الوند همدان است و این کوه بین آرتیمان و همدان قرار دارد. ارتفاع آرتیمان از سطح دریاهای آزاد جهان ۱۹۲۳ متر است.

## جاذبه‌های گردشگری
یکی از گردشگاه‌های زیبا که در بین کوهستان وجود دارد و با وسائل نقلیه هم می‌توان تا آنجا رفت گانه زار است که جائی دیدنی با محیطی فرح‌بخش و چمنزار و آب زلال و رودخانه می‌باشد. محیطی زیبا با درختان بید و توت و سرویس بهداشتی برای گردشگران در این محل وجود دارد.
دیگر جاذبهٔ گردشگری مسجد مصلای محل پایین می‌باشد
که آرامگاه سید احمد میر کیا در آنجا قرار دارد.